# Montopoli in Val d’Arno
Montopoli in Val d’Arno – miejscowość i gmina we Włoszech, w regionie Toskania, w prowincji Piza.
Według danych na rok 2004 gminę zamieszkiwało 9648 osób, 332,7 os./km².

## Miasta partnerskie
- Maussane-les-Alpilles
- Torella dei Lombardi